# Pomnik Tomasza Garrigue Masaryka w Czeskim Cieszynie
Pomnik Tomasza Garrigue Masaryka w Czeskim Cieszynie – pomnik Tomasza Garrigue Masaryka w Alejach Masaryka w Czeskim Cieszynie.

## Tło historyczne
Po zaniknięciu Austro-Węgier narasta Czechosłowacko-polski konflikt o Śląsk Cieszyński. Dnia 28 lipca 1920 roku Rada Ambasadorów podjęła decyzję o podzieleniu  ziemi. Polska uzyskała większą część miasta, natomiast Czechosłowacja otrzymała przedmieścia wraz z dworcem kolejowym. Sam Tomasz Garrigue Masaryk, pierwszy prezydent Czechosłowacji, wspierał rozwój powstającego miasta. Dnia 6 lipca 1930 roku prezydent Masaryk wraz z Jurajem Slávikiem, Janem Černým i Antonínem Schenkiem odwiedzili młode miasto. Prezydent został uroczyście przywitany przez burmistrza i wojewodę. Po tym nastąpiło powitanie przedstawicieli mniejszości niemieckiej i polskiej. Masaryk starał się utrzymać pojednawczy ton wizyty, której towarzyszyło przemówienie w języku czeskim, polskim i niemieckim.

### Pierwsza realizacja

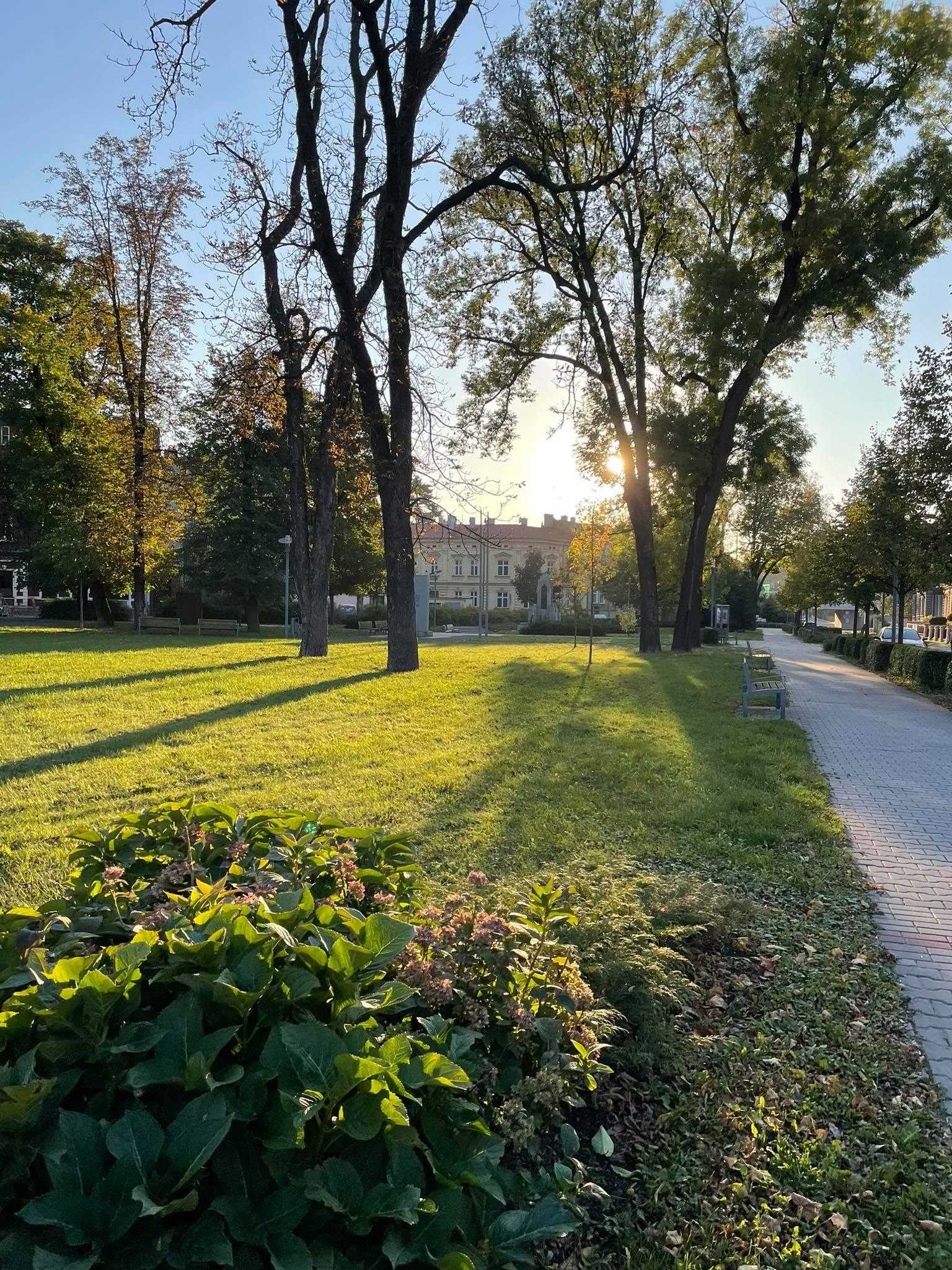
Masarykovy sady w Czeskim Cieszynie

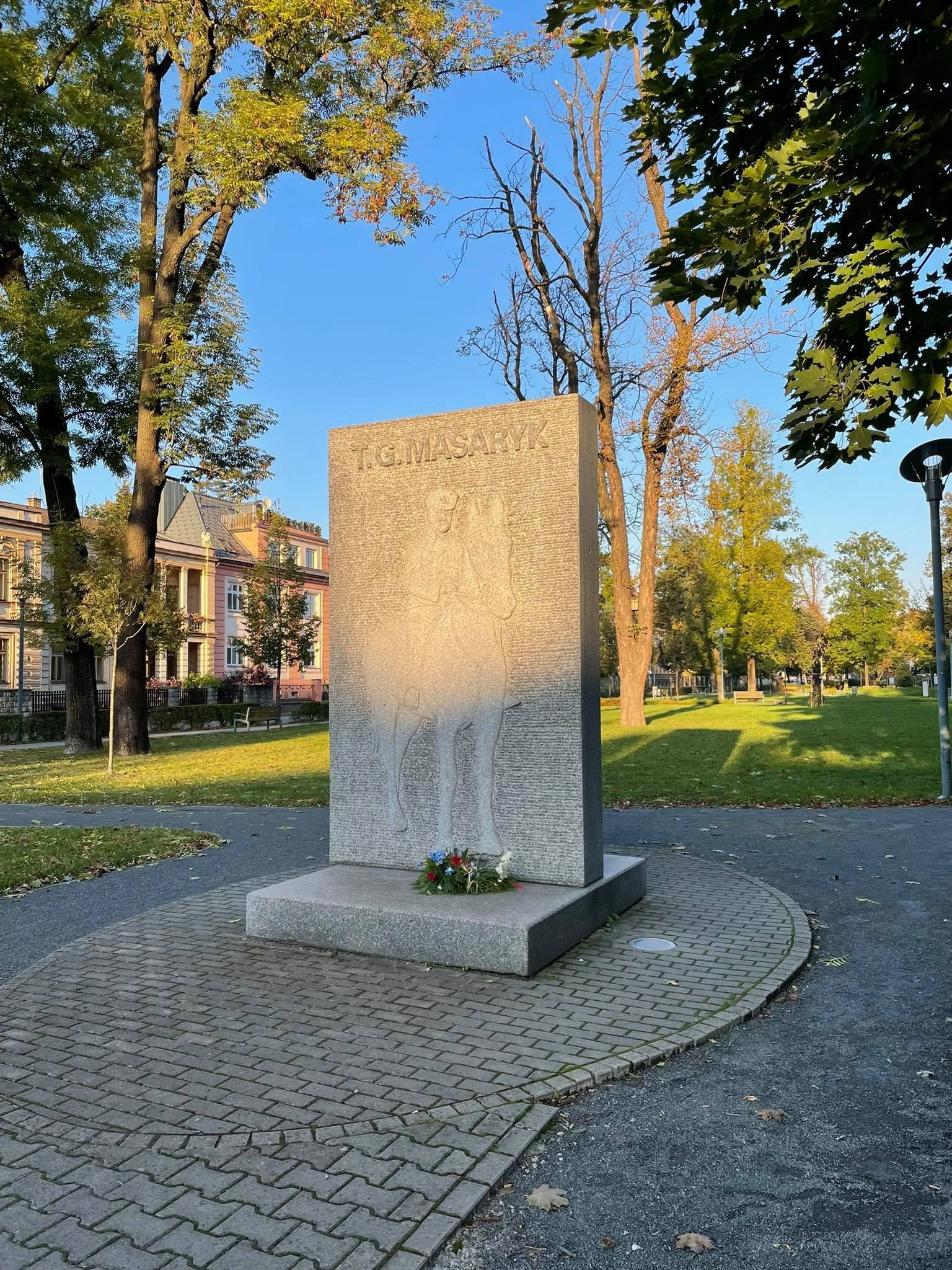
Pomnik T.G.Masaryka w Masarykovych sadech w Czeskim Cieszynie

Niedługo po powstaniu samodzielnego miasta Czeski Cieszyn powstał monumentalny posąg Masaryka przy ulicy Komeńskiego nr 607. Uroczyste odsłonięcie posągu przypadło na dzień 28 października 1924, które towarzyszyło otwarciu szkoły w dniu rocznicy powstania Czechosłowacji. Autorem jedynego tego rodzaju posągu "prezydenta wyzwoliciela" na terenie całego Śląska Cieszyńskiego był morawski rzeźbiarz František Úprka.

### Zburzenie w 1938
W 1938 roku po wkroczeniu i zajęciu Zaolzia przez wojska polskie, w reakcji na wydarzenia po niekorzystnym dla Polaków podziale Śląska Cieszyńskiego w lipcu 1920 roku, pomnik został zniszczony.

### Odbudowa w 2009
Do odbudowy pomnika przyczynili się sami obywatele Czeskiego Cieszyna. W lutym 2009 roku z inicjatywy Muzea Ziemi Cieszyńskiej pojawiła się petycja z prośbą o wstawienie nowego pomnika. Uroczyście odsłonięto go dnia 28 września 2010, w ramach projektu Revitalpark, czyli całościowej rewitalizacji miejsc publicznych i parków po czeskiej i polskiej stronie miasta. Nowy pomnik wykonany jest z granitu szluknowskiego, waży 6300 kg, 3 metry wysokości,180 cm szerokości i 40 cm grubości. Autorem jest ostrawski rzeźbiarz Martin Kuchař.